# Stan (cântec)
Stan este cel de-al treilea single extras de pe albumul The Marshall Mathers LP, al rapper-ului de origine americană, Eminem și reprezintă o colaborare cu Dido.